# 馮時雍
馮時雍（1473年—？），字子際，直隸河間府交河縣（今屬河北省泊頭市）人，軍籍，明朝政治人物。

## 生平
順天府鄉試第八十八名舉人。弘治十八年（1505年）中式乙丑科會試第一百六十二名，三甲第七十八名進士。正德五年（1510年）三月改官江西道监察御史，十年巡按陕西茶马。
嘉靖二年（1523年）四月起用为山东按察司海道副使，六年五月升陕西苑马寺卿，改辽东苑马寺卿，嘉靖十七年（1538年）二月升四川按察使，七月陞湖廣右布政使。十八年八月升福建左布政使，十九年十二月考察以不謹閑住。

## 家族
曾祖馮友諒；祖父馮剛；父馮讓，府知□。前母王氏；母楊氏。具庆下。兄馮瓒。